# Rust in Peace
Rust in Peace —en español: 'Oxídate en paz'— es el cuarto álbum de estudio de la banda estadounidense de thrash metal Megadeth, publicado por la compañía discográfica Capitol Records el 24 de septiembre de 1990. Producido por Mike Clink y Dave Mustaine, Rust in Peace marcó el debut del guitarrista Marty Friedman y el batería Nick Menza, que reemplazaron respectivamente a Jeff Young y Chuck Behler en 1989. Dos sencillos fueron extraídos del álbum, «Hangar 18» y «Holy Wars... The Punishment Due», que son interpretados con regularidad en las actuaciones del grupo.
Rust in Peace ha recibido en general buenas críticas de la prensa musical y fue el responsable de llevar a Megadeth al público mainstream. Ha sido mencionado como uno de los mejores trabajos de thrash metal de todos los tiempos por publicaciones como Decibel o Guitar World, e incluido en el libro 1001 discos que hay que escuchar antes de morir. Tanto el álbum como el sencillo «Hangar 18» lograron sendas nominaciones al premio Grammy en la categoría de mejor interpretación de metal.
En 2004, Capitol publicó una versión remasterizada y remezclada con cuatro pistas adicionales. Además, en enero de 2010, la banda anunció una gira por América del Norte para conmemorar su vigésimo aniversario. Su actuación en el Hollywood Palladium fue filmada y publicada ese mismo año bajo el título Rust in Peace Live.

## Antecedentes

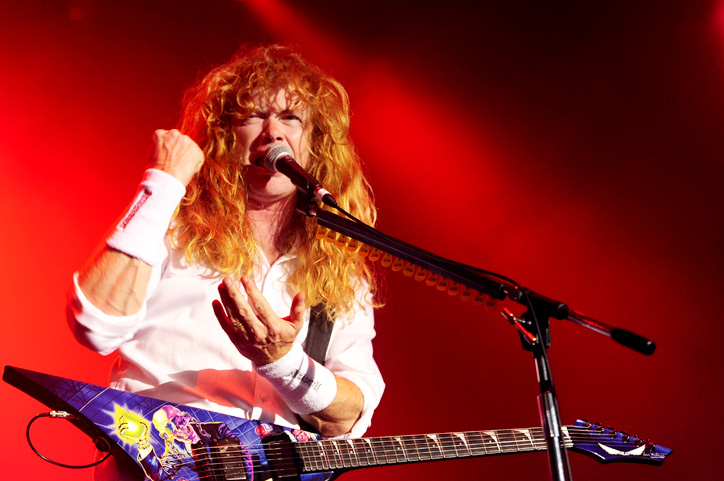
Dave Mustaine actuando en Australia en 2010 durante el vigésimo aniversario del álbum.

En 1988, Megadeth participó en el festival Monsters of Rock en Donington Park (Reino Unido) junto a Iron Maiden, Kiss, Guns N' Roses, Helloween y David Lee Roth ante un público de más 100 000 personas. La banda también aceptó participar en la gira europea Monsters of Rock, pero se retiró tras la primera actuación debido a los problemas con las drogas del bajista David Ellefson. Tras varias discusiones en el seno del grupo, el guitarrista y vocalista Dave Mustaine despidió al baterista Chuck Behler y al guitarrista Jeff Young, y canceló la gira australiana programada para ese mismo año. El elegido para reemplazar a Behler fue su técnico, Nick Menza. Por otra parte, la búsqueda de un nuevo guitarrista fue un proceso mucho más complicado. Mustaine examinó a varios guitarristas, entre ellos Dimebag Darrell de Pantera, quien rechazó el trabajo porque quería que su hermano Vinnie Paul también fuera contratado como batería. Como sugerencia de su mánager, el vocalista escuchó el álbum Dragon's Kiss del guitarrista Marty Friedman. Tras oír la cinta, Mustaine audicionó a Friedman y le contrató. Junto a Ellefson y Menza, esta fue la primera formación estable de la banda.
El título, Rust in Peace, fue inspirado por una pegatina que Mustaine vio en la parte trasera de un automóvil. En una entrevista en 1990, el músico comentó: «Estaba conduciendo desde mi casa en Lake Elsinore y vi una pegatina en el parachoques de un automóvil que decía: “One nuclear bomb could ruin your whole day; may all your nuclear weapons rust in peace” —en español: Un arma nuclear puede arruinar tu día; que todas tus armas nucleares se oxiden en paz—. Me dije a mí mismo: “"Rust in Peace"—en español: Oxida en paz—, que buen título para un álbum”. Me imaginaba un montón de cabezas nucleares apiladas en un lugar como Seal Beach, cubiertas de óxido, donde los niños hacían grafitis».
Rust in Peace fue grabado en los estudios Rumbo bajo la producción de Mike Clink, mientras que la mezcla fue realizada por Max Norman. La portada fue diseñada por Ed Repka —que ya había realizado la misma tarea en Peace Sells... but Who's Buying? de 1986— y muestra a la mascota del conjunto, Vic Rattlehead, junto a John Major, Toshiki Kaifu, Richard von Weizsäcker, Mijaíl Gorbachov y George H.W. Bush.

## Composición
Rust in Peace incluyó canciones con múltiples secciones, cambios de compás e intricados riffs y solos de guitarra, por lo que a menudo está considerado como un álbum de metal progresivo. En este sentido, ha sido comparado con el disco de Metallica ...And Justice for All de 1988, que también se destaca por su complejidad técnica. Por su parte, las letras abarcan distintos temas: Religión, política y guerra, así como los problemas personales de Mustaine, como su lucha contra las drogas y su adicción al alcohol; la conspiración del ocultamiento extraterrestre e incluso el personaje de Marvel Comics Punisher.
La primera pista, «Holy Wars... The Punishment Due», fue inspirada por el conflicto en Irlanda del Norte entre católicos nacionalistas y protestantes unionistas por la soberanía de los seis condados de Irlanda del Norte. Mustaine reveló que en un concierto en Antrim descubrió que varias camisetas falsas de Megadeth estaban a la venta para conseguir fondos para «La Causa», un eufemismo para referirse al Ejército Republicano Irlandés Provisional. Convencido de que el trabajo de «La Causa» era conseguir la igualdad entre los dos bandos del conflicto, Mustaine le dedicó el tema «Anarchy in the UK» de Sex Pistols, lo que provocó un disturbio entre los asistentes. La banda se vio obligada a continuar la gira en un autobús blindado. Este incidente, junto al superhéroe Punisher, inspiró al vocalista a escribir la canción.
El batería Nick Menza fue quien propuso el concepto para el tema «Hangar 18», que habla sobre la conspiración del ocultamiento extraterrestre y el área 51. Musicalmente, cuenta con un solo realizado por dos guitarras tras la parte cantada. «Rust in Peace... Polaris», aborda el tema de la guerra nuclear y el término «Polaris» hace referencia al misil balístico intercontinental UGM-27 Polaris, utilizado en la Guerra Fría. Según Mustaine, la pista «Child Saint» fue una de sus primeras composiciones y que la escribió antes de su llegada a Metallica en 1982.

## Publicación
Rust in Peace salió a la venta el 24 de septiembre de 1990 y debutó en el puesto veintitrés del Billboard 200, el mejor en la carrera del grupo hasta entonces. En 1994, consiguió una certificación de disco de platino de la RIAA por la venta de más de un millón de copias en los Estados Unidos. En el UK Albums Chart, el álbum se situó en la octava posición y cinco meses más tarde, la BPI le otorgó un disco de plata por la venta de 60 000 copias en el Reino Unido.
Al igual que los demás trabajos de Megadeth publicados a través de Capitol Records, Rust in Peace fue remezclado y remasterizado en 2004. Esta edición incluyó cuatro pistas adicionales; el tema inédito «My Creation» y tres maquetas con Chris Poland como guitarrista.

## Recepción
Tras su lanzamiento, Rust in Peace recibió buenas reseñas de la crítica. Greg Kot del Chicago Tribune lo llamó el «álbum mejor realizado» de Megadeth y remarcó «su virtuosidad instrumental, sus reflexivas letras y su rabia punk». Steve Huey de Allmusic lo calificó como «fácilmente el álbum más fuerte del grupo» y añadió que es «consistentemente impresionante». Huey destacó el tema «Hangar 18» como el «obvio plato fuerte». Sin embargo, en su crítica de la reedición del disco, Jason Birchmeier escribió en Allmusic que Rust in Peace suena «demasiado coherente» y señaló que varias de las pistas «suenan demasiado similares entre sí». En su reseña para Entertainment Weekly, Jim Farber describió su música como «velocidad pura, combinada con destreza» y las letras de Mustaine como «fantasía nihilista».
Robert Palmer de Rolling Stone escribió que el disco es la demostración hasta qué punto el concepto «speed thrash sucio» no tiene que ser «formulista y aburrido». Por su parte, Mike Stagno de Sputnikmusic señaló que la composición era «de primera clase», así como «la rápida y técnica musicalidad». Stagno destacó también a la dupla formada por Friedman y Mustaine, que calificó como «uno de los dúos más potentes de la escena».
Tom Nordlie, crítico de Spin, lo describió como «maduro, complejo y sorprendentemente coherente». Nordlie añadió, además, que «Rust in Peace no da descanso alguno». Holger Stratmann de Rock Hard calificó al álbum como «puro Megadeth», lleno de «afiladísimas guitarras» y «voces enojadas». En 2005, el escritor Robert Dimery lo incluyó junto a Peace Sells... But Who's Buying? en su libro 1001 discos que hay que escuchar antes de morir, y señaló que «los temas son dinámicos y originales, con riffs sofisticados y unas letras que eluden tanto el satanismo del death y el black metal como la vulgaridad del rock machista».
Rust in Peace consiguió una nominación a la mejor interpretación de metal en la 33.ª edición de los premio Grammy, aunque el ganador fue «Stone Cold Crazy» de Metallica. Al año siguiente, la canción «Hangar 18» también fue nominada en dicha categoría, pero nuevamente el ganador fue un trabajo de Metallica, esta vez su álbum homónimo.

## Legado
En análisis retrospectivos, Rust in Peace ha sido citado por su gran impacto en el heavy metal. La revista Decibel lo calificó como «el trabajo que definió al género», mientras que Kerrang! escribió que el álbum «estableció un nuevo estándar para el heavy metal de la década de 1990». Por su parte, IGN lo situó como el cuarto disco más influyente del heavy metal, mientras que una encuesta realizada en 2010 por MusicRadar lo posicionó como el sexto mejor álbum de metal. En una lista confeccionada por el crítico Chad Bowar de About, el articulista lo nombró el mejor álbum de la década de dicho género y lo calificó como «una obra maestra del thrash».
En 2010, Megadeth realizó una gira de veintidós conciertos en Norteamérica para conmemorar el vigésimo aniversario del álbum. En cada actuación, el cuarteto interpretó el disco al completo. Varias fechas en Sudamérica y América Central fueron posteriormente añadidas debido a la respuesta positiva por parte de los aficionados. En septiembre de ese mismo año, salió a la venta el álbum en directo Rust In Peace Live, grabado en el Hollywood Palladium y editado en Blu-ray, CD y DVD. Este trabajo alcanzó el puesto 161 del Billboard 200 y el segundo de lista de DVD musicales.
Una secuela de «Hangar 18», titulada «Return to Hangar», fue incluida en el noveno álbum del grupo, The World Needs a Hero. El tema concluye la narrativa de ficción que comenzó en «Hangar 18», donde los seres espaciales vuelven a la vida y matan a todos los que estaban dentro del edificio antes de huir. Megadeth suele interpretar «Return to Hangar» tras «Hangar 18» en sus actuaciones, y así puede apreciarse en los trabajos en directo Rude Awakening y That One Night: Live in Buenos Aires.

## Lista de canciones
| N.º | Título                            | Letras                   | Escritor(es)                   | Duración |  |
| 1.  | «Holy Wars... The Punishment Due» | Dave Mustaine            | Dave Mustaine                  | 6:36     |  |
| 2.  | «Hangar 18»                       | Dave Mustaine            | Dave Mustaine                  | 5:14     |  |
| 3.  | «Take No Prisoners»               | Dave Mustaine            | Dave Mustaine                  | 3:28     |  |
| 4.  | «Five Magics»                     | Dave Mustaine            | Dave Mustaine                  | 5:42     |  |
| 5.  | «Poison Was the Cure»             | Dave Mustaine            | Dave Mustaine                  | 2:58     |  |
| 6.  | «Lucretia»                        | Dave Mustaine            | Dave Mustaine y David Ellefson | 3:58     |  |
| 7.  | «Tornado of Souls»                | Dave Mustaine y Ellefson | Dave Mustaine                  | 5:22     |  |
| 8.  | «Dawn Patrol»                     | Dave Mustaine            | David Ellefson                 | 1:50     |  |
| 9.  | «Rust in Peace... Polaris»        | Dave Mustaine            | Dave Mustaine                  | 5:36     |  |

| Pistas adicionales de la versión remasterizada |                                          |          |                       |          |  |
| N.º                                            | Título                                   | Letras   | Escritor(es)          | Duración |  |
| 10.                                            | «My Creation»                            | Mustaine | Mustaine y Nick Menza | 1:36     |  |
| 11.                                            | «Rust in Peace... Polaris (demo)»        | Mustaine | Mustaine              | 5:25     |  |
| 12.                                            | «Holy Wars... The Punishment Due (demo)» | Mustaine | Mustaine              | 6:16     |  |
| 13.                                            | «Take No Prisoners (demo)»               | Mustaine | Mustaine              | 3:23     |  |

Fuente: Allmusic

## Créditos
| Megadeth - Dave Mustaine – guitarra y voz - David Ellefson – bajo y coros - Marty Friedman – guitarra - Nick Menza – batería y coros | Producción - Dave Mustaine y Mike Clink - producción - Micajah Ryan y Mike Clink - ingeniería - Andy Udoff - asistencia de ingeniería - Max Norman - mezcla - Ed Repka - portada | Remasterización de 2004 - Ralph Patlan y Dave Mustaine - mezcla - Ralph Patlan y Lance Dean - ingeniería - Lance Dean y Scott Harrison - edición - Tom Baker - masterización - Chris Poland - guitarra (en las pistas 11, 12 y 13) |

Fuente: Libreto del álbum Rust in Peace.

## Posición en las listas

### Álbum
| País           | Lista                 | Mejor posición | Ref.   |
| -------------- | --------------------- | -------------- | ------ |
| Alemania       | German Albums Chart   | 21             | [ 59 ] |
| Australia      | ARIA Albums Chart     | 47             | [ 60 ] |
| Canadá         | Canadian Albums Chart | 70             | [ 61 ] |
| Estados Unidos | Billboard 200         | 23             | [ 29 ] |
| Japón          | Oricon Album Chart    | 29             | [ 62 ] |
| Nueva Zelanda  | Top 40 Albums         | 35             | [ 63 ] |
| Países Bajos   | Mega Album Top 100    | 72             | [ 64 ] |
| Reino Unido    | UK Albums Chart       | 8              | [ 31 ] |
| Suecia         | Sverigetopplistan     | 34             | [ 65 ] |
| Suiza          | Top Albums 100        | 29             | [ 66 ] |

### Sencillos
| País                             | Lista                            | Mejor posición                   | Ref.                             |                                  |                                  |                                  |                                  |                                  |                                  |                                  |                                  |                                  |                                  |
| «Holy Wars...The Punishment Due» | «Holy Wars...The Punishment Due» | «Holy Wars...The Punishment Due» | «Holy Wars...The Punishment Due» | «Holy Wars...The Punishment Due» | «Holy Wars...The Punishment Due» | «Holy Wars...The Punishment Due» | «Holy Wars...The Punishment Due» | «Holy Wars...The Punishment Due» | «Holy Wars...The Punishment Due» | «Holy Wars...The Punishment Due» | «Holy Wars...The Punishment Due» | «Holy Wars...The Punishment Due» | «Holy Wars...The Punishment Due» |
| -------------------------------- | -------------------------------- | -------------------------------- | -------------------------------- | -------------------------------- | -------------------------------- | -------------------------------- | -------------------------------- | -------------------------------- | -------------------------------- | -------------------------------- | -------------------------------- | -------------------------------- | -------------------------------- |
| Irlanda                          | Irish Singles Chart              | 12                               | [ 67 ]                           |                                  |                                  |                                  |                                  |                                  |                                  |                                  |                                  |                                  |                                  |
| Reino Unido                      | UK Singles Chart                 | 24                               | [ 68 ]                           |                                  |                                  |                                  |                                  |                                  |                                  |                                  |                                  |                                  |                                  |
| «Hangar 18»                      |                                  |                                  |                                  |                                  |                                  |                                  |                                  |                                  |                                  |                                  |                                  |                                  |                                  |
| Irlanda                          | Irish Singles Chart              | 25                               | [ 67 ]                           |                                  |                                  |                                  |                                  |                                  |                                  |                                  |                                  |                                  |                                  |
| Reino Unido                      | UK Singles Chart                 | 26                               | [ 68 ]                           |                                  |                                  |                                  |                                  |                                  |                                  |                                  |                                  |                                  |                                  |

## Certificaciones
| País           | Certificación | Ventas  | Ref.   |
| -------------- | ------------- | ------- | ------ |
| Canadá         | Platino       | 100 000 | [ 69 ] |
| Estados Unidos | Platino       | 1 000   | [ 30 ] |
| Reino Unido    | Plata         | 60 000  | [ 32 ] |